# SC 09 Brachbach
SC 09 Brachbach was een Duitse voetbalclub uit Brachbach, Rijnland-Palts.

## Geschiedenis
De club werd op 2 juni 1909 opgericht. In 1912 sloot FV Edelweiß zich bij de club aan. De club speelde in de Zuidwestfaalse competitie, een onderdeel van de West-Duitse voetbalbond. In 1931 slaagde de club erin te promoveren naar de hoogste klasse. De competitie was in twee reeksen verdeeld en Brachbach werd vierde in zijn groep. Hierna werd de competitie teruggebracht naar één reeks, door de vierde plaats kwalificeerde Brachbach zich. Het volgende seizoen werd de club zesde. Hierna werd de Gauliga ingevoerd als hoogste klasse door een grote competitieherstructurering. Brachbach plaatste zich niet en slaagde er ook niet meer in terug te keren op het hoogste niveau. De club werd wel enkele keren kampioen in zijn reeks maar kon via de eindronde niet promoveren. In 1937 werd speler Werner Klaas geselecteerd voor het nationaal elftal in een wedstrijd tegen Luxemburg die met 3:2 gewonnen werd.
In 1961 promoveerde de club naar de Landesliga, toen de vierde klasse, en kon daar twee seizoenen spelen. In 1968 en 1971 volgden degradaties waardoor de club in de Kreisliga B verzeilde. In 1973 promoveerde de club weer naar de Kreisliga B en bleef daar tot 1984 en opnieuw vanaf 1986. In 1991 miste de club net de promotie naar de Bezirksliga. Twee jaar later degradeerde de club weer en in 1999 volgde een historisch dieptepunt naar de Kreisliga C. De volgdende jaren ging de club op en af tussen de Kreisliga B en C.
In 2006 fuseerde de club met TuS Germania Mudersbach 1896 om zo een volwaardig team te kunnen opstellen. Het team speelde onder de naam SG Mudersbach/Brachbach (SG = Spielgemeinschaft). In 2011 ging de club over in SG Mudersbrach/Brachbach (SG = Sportgemeinschaft).